# District d'Udalguri
Le district d'Udalguri (assamais : ওদালগুৰি জিলা) est un des districts de l’État d’Assam en Inde.

## Géographie
Le district a été formé en 2004. Son chef-lieu est la ville de Udalguri.
Le district s’étend sur une superficie de 2 012 km2 et compte une population de 831 668 habitants en 2011.